# Kids Return
Kids Return (キッズ・リターン, 'Kizzu Ritān') És una pel·lícula japonesa de 1996 escrita, muntada i dirigida per Takeshi Kitano. La pel·lícula va ser realitzada just després que Kitano es recuperés d'un accident de motocicleta que des d'aleshores va deixar part del seu cos paralitzat i amb el tic facial. Després d'una cirurgia extensa i una ràpida teràpia física va anar a treballar amb Kids Return enmig d'una especulació respecte a la possibilitat de mai més pogués tornar a treballar un altre cop. La música va ser composta un cop més per Joe Hisaishi i la fotografia a càrrec de Katsumi Yanagishima.

## Trama
La pel·lícula se centra en dos joves que deixen l'institut, Masaru (Ken Kaneko) i Shinji (Masanobu Ando), que intenten trobar una direcció i significant de les seves vides—un per esdevenir un yakuza lloctinent, l'altre per esdevenir un boxejador.

## Recepció
Quan la pel·lícula es va estrenar als cinemes va esdevenir el major èxit de la filmografia de Kitano al Japó, el públic del seu país fins aquell moment havia estat molt menys entusiasta amb les seves pel·lícules que els espectadors internacionals.

## Càsting
- Ken Kaneko com a Masaru
- Masanobu Ando com a Shinji
- Leo Morimoto com a mestre
- Hatsuo Yamatani com a director del club de boxa (Hatsuo Yamaya)
- Michisuke Kashiwaya com a Hiroshi
- Mitsuko Oka com a propietari del cafè-botiga i mare de Sachiko
- Yuuko Daike com a Sachiko
- Ryo Ishibashi com a cap de la yakuza local
- Susumu Terajima com a número 2 de la banda local
- Moro Morooka com a Hayashi
- Peking Genji
- Atsuki Ueda com a Reiko
- Kotaro Yoshida
- Koichi Shigehisa Com a entrenador
- Kyôsuke Yabe
- Yoshitaka Ôtsuka com a morós
- Masami Shimojô com a padrí de la Yakuza
- Kazuki Oh
- Shintarô Hasegawa
- Kanji Tsuda
- Yojin Hino Com a treballador de l'oficina del taxi (Yôjin Hino)
- Ren Osugi Com a passatger del taxi
- Takashi Hagino

## Banda sonora
Totes les cançons compostes per Joe Hisaishi.
1. "Meet Again" − 5:02
2. "Graduation" − 1:07
3. "Angel Doll" − 2:21
4. "Alone" − 1:15
5. "As a Rival" − 1:29
6. "Promise... for Us" − 5:08
7. "Next Round" − 1:28
8. "Destiny" − 3:31
9. "I Don't Care" − 2:18
10. "High Spirits" − 2:03
11. "Defeat" − 2:29
12. "Break Down" − 3:46
13. "No Way Out" − 2:51
14. "The Day After" − 0:44
15. "Kids Return" − 4:40